# Evan Thompson
Evan Thompson (né en 1962) est un professeur de philosophie à l'Université de la Colombie-Britannique. Ses travaux et publications portent sur les sciences cognitives, la phénoménologie, et la philosophie de l'esprit.
Il est membre du conseil d'administration du Mind and Life Institute qui s'attache à explorer les relations entre science et bouddhisme.

## Biographie
Evan Thompson est le fils de Gail Thompson et William Irwin Thompson (en), philosophe et fondateur avec son épouse de la Lindisfarne Association (en), à la fois communauté et institut éducatif et spirituel. C'est dans cette association que Thompson a grandi, et qu'il a suivi sa scolarité, dans un modèle d'école à domicile. Il a l'occasion d'y côtoyer Robert Thurman, universitaire et bouddhologue spécialiste du bouddhisme tibétain, mais aussi Francisco Varela
Par la suite, il a étudié au Amherst College, où il a obtenu son Bachelor of Arts en Études asiatiques (« Asian Studies »), et son doctorat en philosophie (portant sur les sciences cognitives et la philosophie de l'esprit) à l'université de Toronto en 1990. Au Amherst College, il suit les cours de Thurman sur le bouddhisme. 
Il est marié à la psychologue et neuroscientifique Rebecca Todd. 

## Carrière académique
Il a été professeur de philosophie à l'Université de Toronto de 2005 à 2013, et titulaire d'une chaire de recherche du Canada en sciences cognitives et en esprit incarné (« embodied mind ») à l'Université York de 2002 à 2005. En 2014, il a été professeur invité au Numata Center for Buddhist Studies de l'Université de Californie à Berkeley. Il a également été professeur invité dans différentes universités, en France, en Allemagne et au Danemark. Il a, durant de nombreuses années, été membre du comité de planification du Mind and Life Institute. C'est au cours d'un séjour à l'École polytechnique, à Paris, qu'il travaille avec Francisco Varela. 
Il est actuellement Professeur associé au département de psychologie de l'Université de la Colombie-Britannique, à Vancouver, où il dirige le Motivated Cognition Lab.

## Champ de recherche
Les travaux de Thompson combinent les sciences cognitives, la philosophie de l'esprit, la phénoménologie et la philosophie interculturelle (en), en particulier les traditions philosophiques d'Asie.

### Théoricien de la couleur
Dans Colour vision, Thompson s'attache, à la suite de James J. Gibson et de l'approche écologique de la perception visuelle, à développer une théorie de la vision des couleurs fondée à la fois sur les explorations physiques et physiologiques du système visuel et sur l'interrogation philosophique de leurs suppositions implicites. Selon ses conclusions « les couleurs sont des propriétés constituées conjointement par l'être qui perçoit et le monde ». La perception en couleurs est un élément relationnel entre l'animal et son environnement (1995, p. xi).

## Publications (liste partielle)
- Francisco Varela, Evan Thompson, and Eleanor Rosch, The Embodied Mind: Cognitive Science and Human Experience, Cambridge (MA), MIT Press, 2017 (revised edition) [1991], 390 p.  (ISBN 978-0-262-33549-2)
- Colour Vision: A Study in Cognitive Science and the Philosophy of Peerception, London - New York, Routledge, 1995, XV, 354 p.  (ISBN 978-0-415-11796-8)
- Evan Thompson (Ed.), Between Ourselves: Second Person Issues in the Study of Consciousness, Thorverton (UK), Imprint Academic, 2001, 313 p.  (ISBN 978-0-907-84514-0) Published also as a special triple issue of the Journal of Consciousness Studies, vol. 8, n° 5-7
- Alva Noë, Evan Thompson (Eds.), Vision and Mind: Selected Readings in the Philosophy of Perception, Cambridge (MA), MIT Press, 2002, x, 672 p.  (ISBN 0-585-44575-3)
- Evan Thompson (Ed.), The Problem of Consciousness: New Essays in Phenomenological Philosophy of Mind, University of Alberta Press, Serie « Canadian Journal of Philosophy, Supplementary Volume 29 », 2003. 232 p.  (ISBN 0-919-49129-4)
- Giovanna Colombetti and Evan Thompson (Eds.), Emotion Experience, Thorverton (UK), Imprint Academic, 2005, 262 p.  (ISBN 978-1-845-40029-3) . Published also as a special triple issue of the Journal of Consciousness Studies, vol. 12, n° 8-10
- Philip David Zelazo, Morris Moscovitch, Evan Thompson (Eds.), The Cambridge Handbook of Consciousness, Cambridge University Press: « Cambridge Handbooks in Psychology series », 2007, xiv, 981 p.  (ISBN 978-0-521-67412-6)
- Mind in Life: Biology, Phenomenology, and the Sciences of Mind, Cambridge (MA), Harvard University Press, 2007, 583 p.  (ISBN 978-0-674-02511-0)
- Waking, Dreaming, Being: Self and Consciousness in Neuroscience, Meditation, and Philosophy, New York, Columbia University Press, 2014, xl, 453 p.  (ISBN 978-0-231-13709-6)
- Why I am Not a Buddhist, New Haven, Yale University Press, 2020, 230 p. (ISBN 978-0-300-22655-3)